# Mauremys rivulata
Mauremys rivulata là một loài rùa trong họ Emydidae. Loài này được Valenciennes mô tả khoa học đầu tiên năm 1833.
Loài rùa này được tìm thấy ở khu vực phía đông Địa Trung Hải. Mặc dù về mặt kỹ thuật là ăn tạp, nhưng loài rùa này lại thích ăn thịt hơn. Chúng có thể dài tới 25 cm chiều dài mai, mặc dù con non thường chỉ dài từ 3 đến 4 cm.

## Phân phối
Nó được tìm thấy ở bán đảo Balkan (Albania, Bosnia và Herzegovina, Bulgaria, Croatia, Bắc Macedonia, Montenegro, Serbia, Hy Lạp), một số đảo Địa Trung Hải bao gồm Crete, Lesvos và Síp và ở Trung Đông (Israel, Jordan, Lebanon, Syria, Thổ Nhĩ Kỳ). Trên một số hòn đảo của Hy Lạp và Thổ Nhĩ Kỳ, nơi loài rùa biển được tìm thấy, chúng có thể bị đe dọa tuyệt chủng.

## Hình ảnh

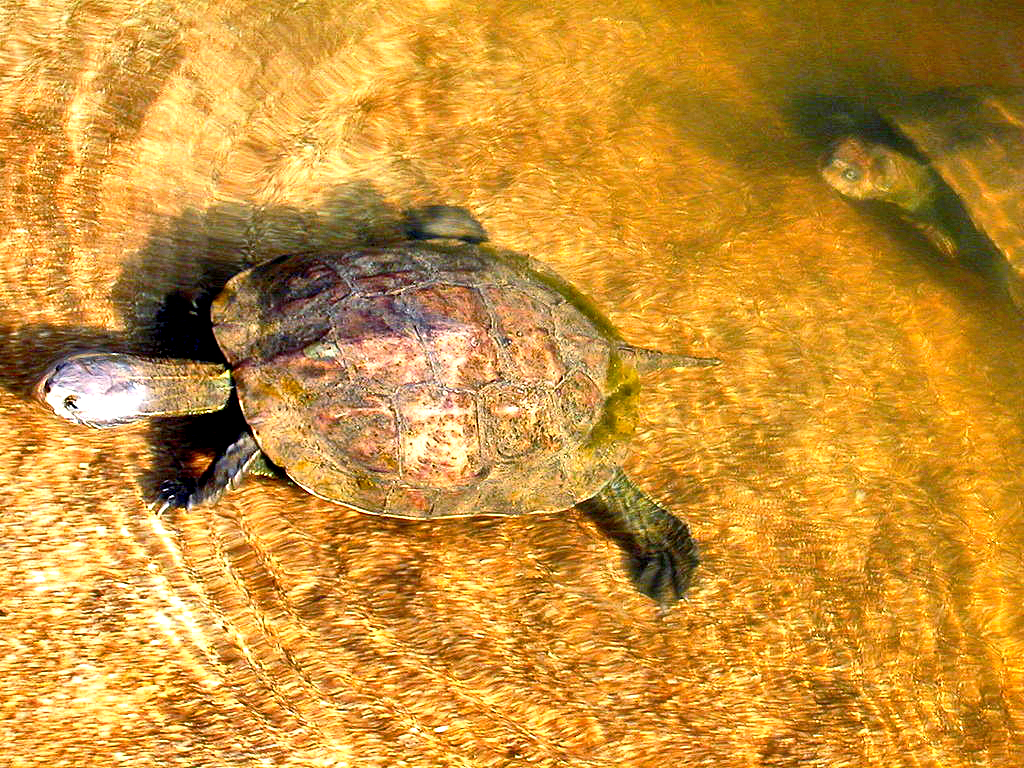
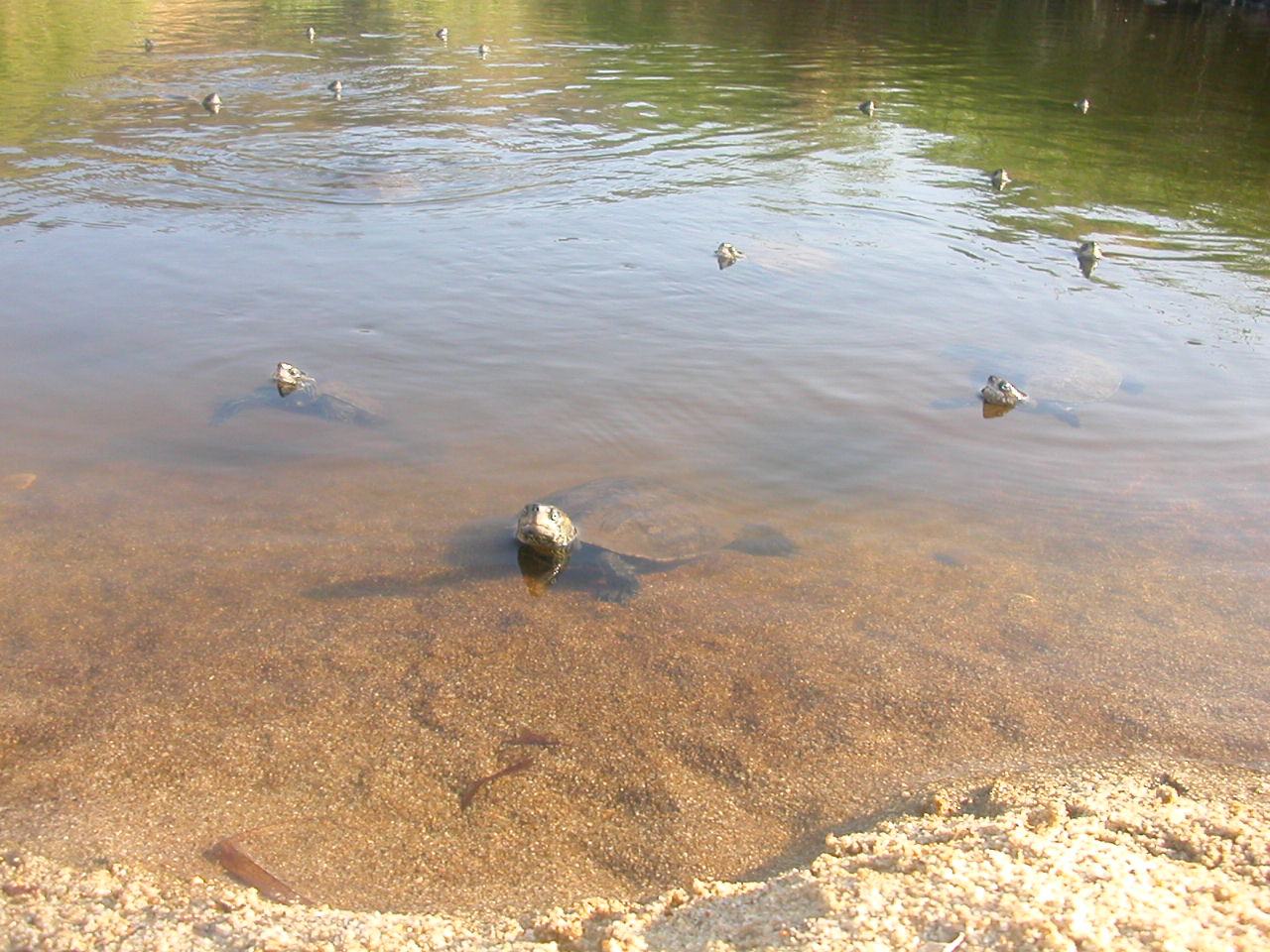
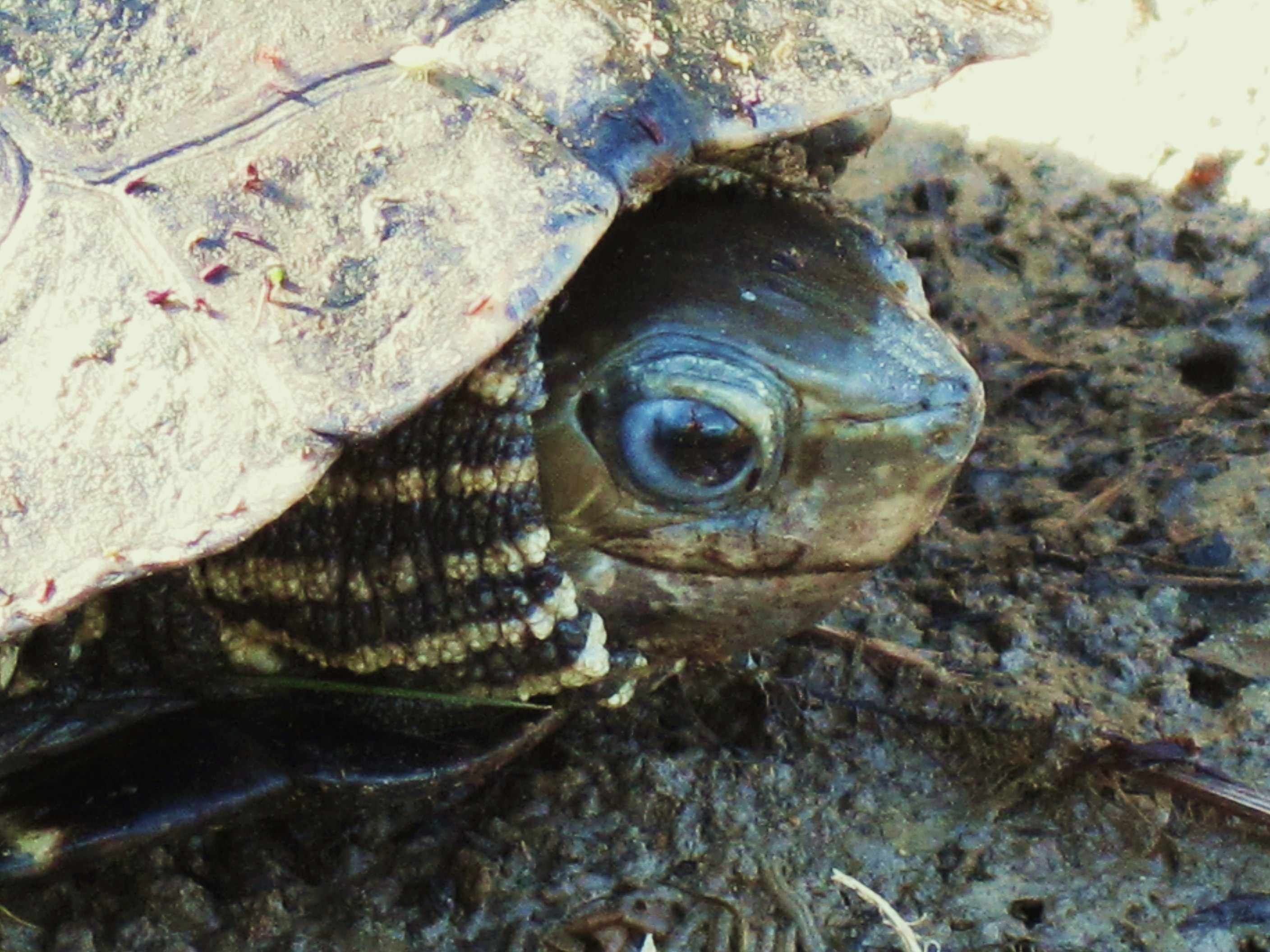
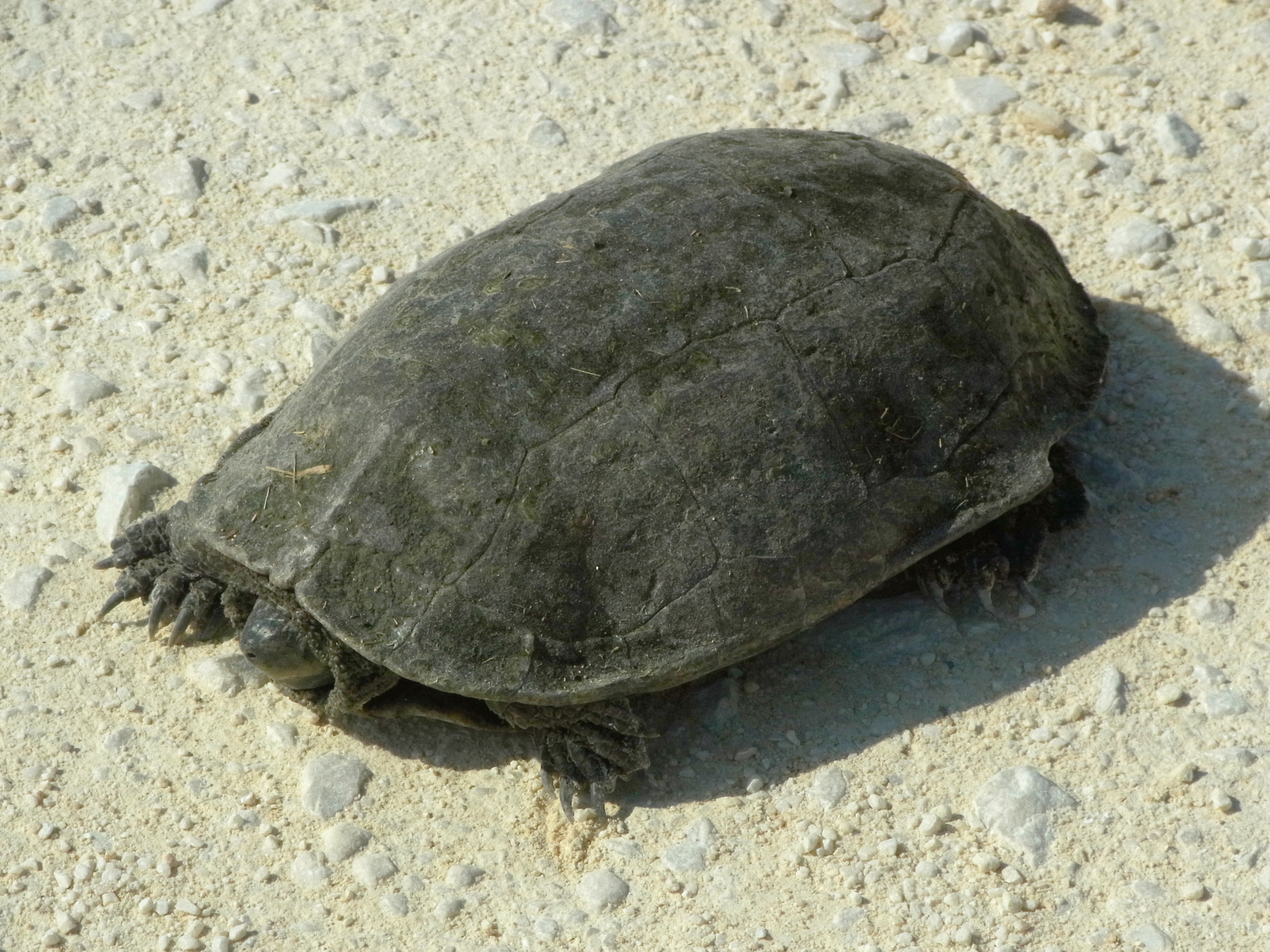